# Церква Ісуса Христа Святих останніх днів на Філіппінах
Церква Ісуса Христа Святих останніх днів на Філіппінах (тагал. Ang Simbahan ni Jesucristo ng mga Banal sa mga Huling Araw) належить до організації та її членів на Філіппінах.

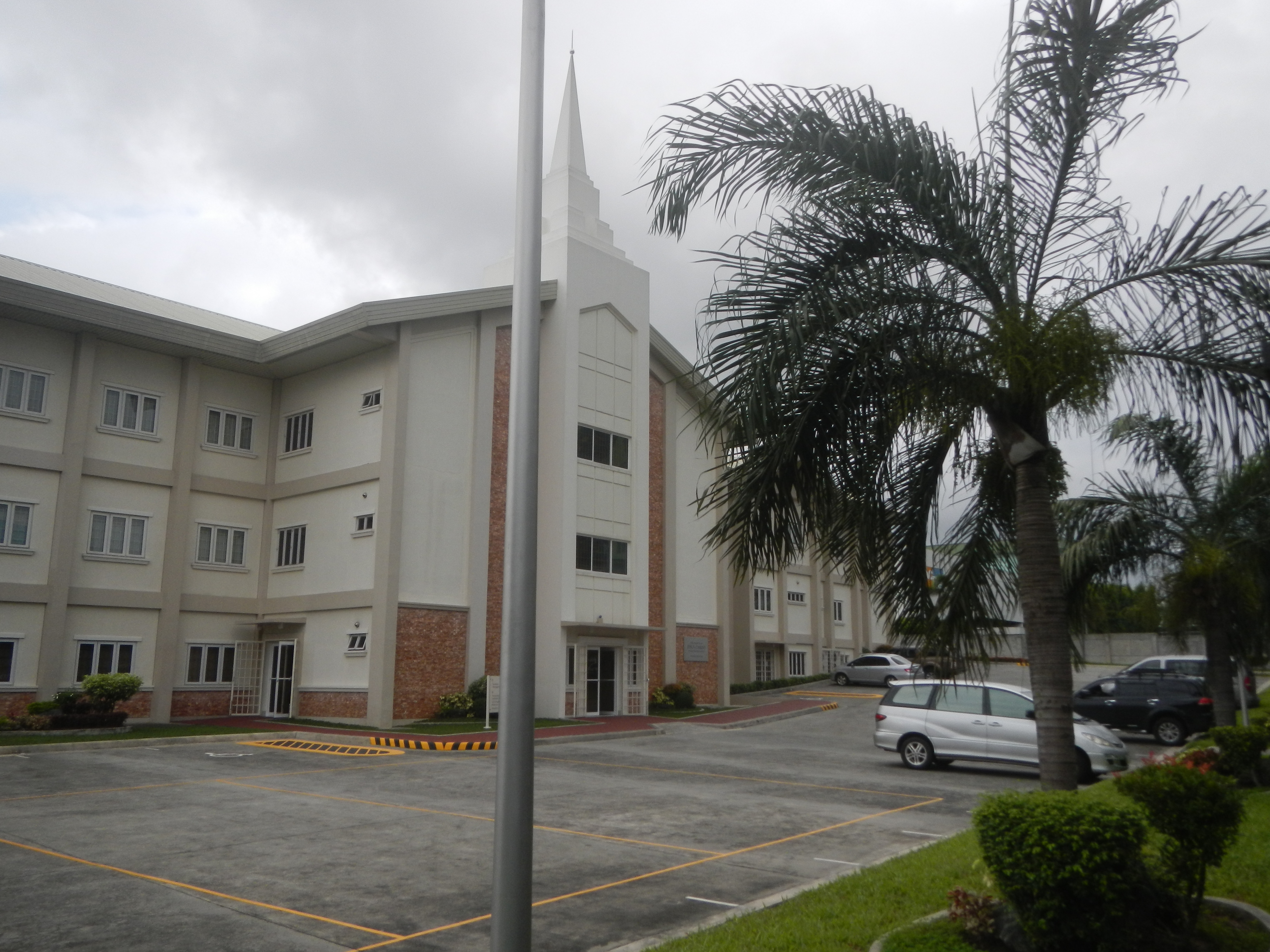
Будівля церкви вздовж бульвару Аврора в Кесон-Сіті. Тут є Центр сімейної історії, Ресурсний центр, офіс місії Кесон-Сіті на Філіппінах, семінарії та Інститут релігії, офіси колу

Філіппіни мають найбільше членів Церкви СОД серед країн Азії (більшість членів Азійської Церкви СОД мешкають на Філіппінах) і є четвертими за кількістю членів у світі. У 2019 році на Філіппінах також було найбільше членів Церкви СОД на душу населення в Азії.

## Історія
Першою філіппінкою, яка приєдналася до Церкви СОД, була Анісета Пабілона Фахардо в 1945 році, яку познайомила з церквою Максін Грімм, яка перебувала на Філіппінах разом із Червоним Хрестом після Другої світової війни.
Округ військовослужбовців Лусона був організований під час Корейської війни під час японської місії для американських військовослужбовців, дислокованих на Філіппінах. У серпні 1955 року округ був переданий нещодавно організованій Південній далекосхідній місії під керівництвом Джозефа Філдінга Сміта, члена Кворуму Дванадцятьох. За цей час Сміт відвідав Філіппіни. Через юридичні проблеми Церква СОД не могла посилати місіонерів до країни. Однак місіонерську роботу виконували військовослужбовці та американські жителі, в тому числі Кендалл Б. Шефермейер, місіонер, який повернувся, служив у ВМС США. До жовтня 1957 року він охрестив чотирьох філіппінців і навчав більше 20 осіб.
Протягом 1960 року Гордон Б. Хінклі, який тоді був помічником Дванадцятьох, і апостол Езра Тафт Бенсон відвідали Філіппіни. Метою візиту було в основному побачити роботу груп військовослужбовців LDS, але вони принесли обнадійливі повідомлення про місіонерську роботу серед корінних філіппінців.
Церква отримала офіційне визнання на Філіппінах у 1961 році, коли Роберт С. Тейлор, президент Південної далекосхідної місії, подав документи до уряду Філіппін. Згодом, 28 квітня 1961 року, на зустрічі з військовослужбовцями, американськими жителями та філіппінськими членами Хінклі знову освятив країну. Перші американські місіонери прибули до Маніли через два місяці. Однією з перших навернених після офіційного визнання була родина Хосе Гутьєреса-старшого. Після закінчення років ще шістьох охрестили.
Завдяки подальшому росту Філіппіни були організовані у власну місію до 1967 року з Полом С. Роузом як першим президентом. У 1969 році церква поширилася на всі острови, маючи найбільшу кількість хрещень у порівнянні з будь-якою іншою частиною світу. Це призвело до поділу місії на Філіппінах у 1974 році на дві окремі місії, у Манілі та Себу.

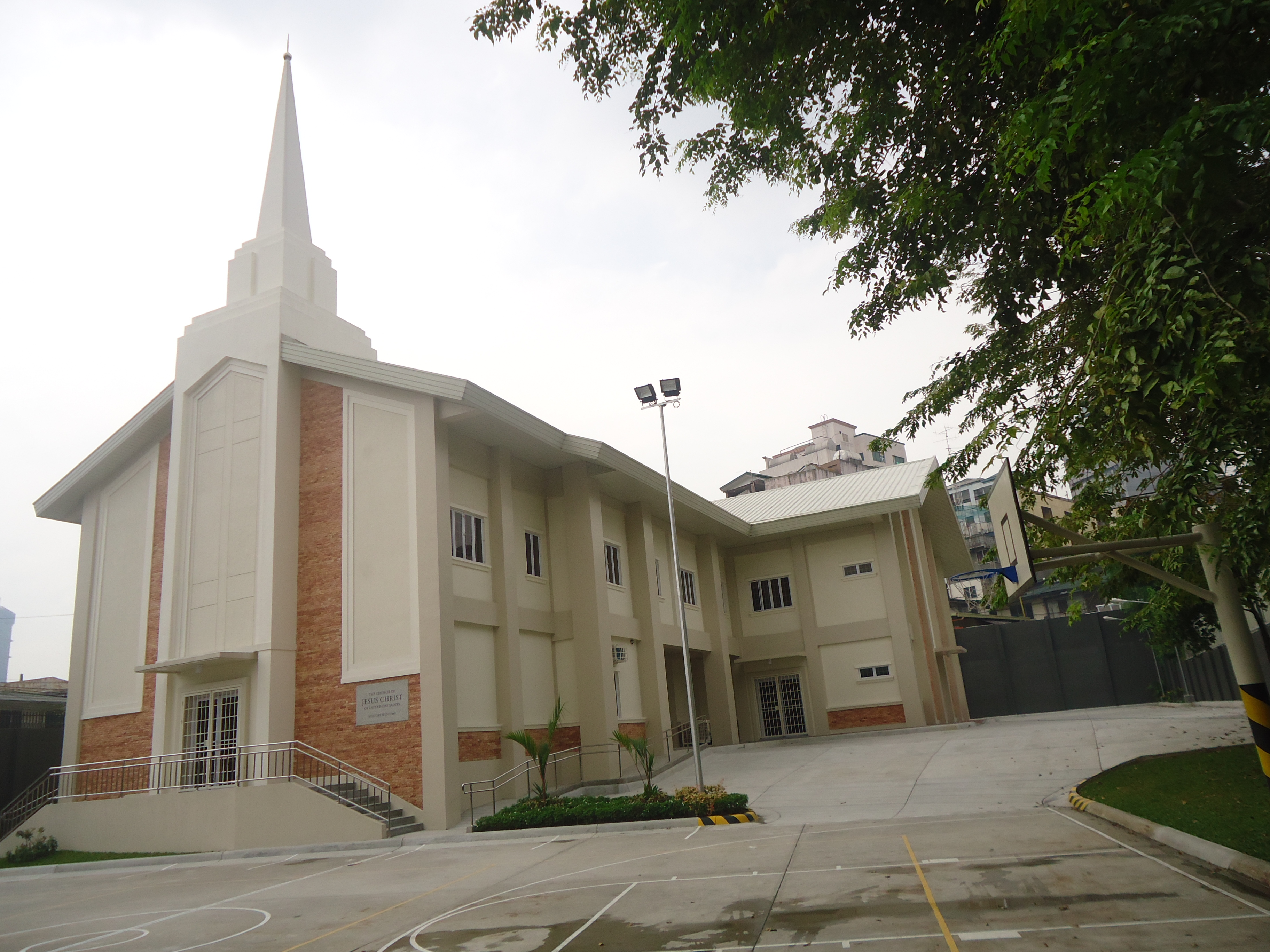
Будинок зборів у Гваделупі, Макаті, Філіппіни

Президент Церкви Спенсер В. Кімбол головував на двох регіональних конференціях, одній в 1975 році, а іншій в 1980 році. Під час обласної конференції в 1980 році Кімбал зустрівся з тодішнім президентом Фердинандом Маркосом у палаці Малаканьянг. У 1987 році Маніла стала штаб-квартирою церкви Філіппін.
У 1987 році Рікардо Круз переклав Книгу Мормона на тагальську мову за сприяння Посідіо Окампо та Ананіаса Бали на останніх етапах виробництва. Відтоді Книга Мормона була перекладена кількома іншими мовами Філіппін.

## Храми
На Філіппінах є два діючих храми - Манільський та Себуанський.
Також чотири храми у стадії будівництво, два храми заплановано.